# خانه علی‌اصغر زرآور
خانه علی اصغر زرآور مربوط به اواخر دوره قاجار - دوره پهلوی اول است و در لار، خیابان سادات، جنب آب انبار چهه واقع شده و این اثر در تاریخ ۱۹ مرداد ۱۳۸۴ با شمارهٔ ثبت ۱۲۷۳۲ به‌عنوان یکی از آثار ملی ایران به ثبت رسیده است.